# Jouhten
Jouhten är en sjö i kommunen Leppävirta i landskapet Norra Savolax i Finland. Den är 1,7 meter djup. Arean är 38 hektar och strandlinjen är 3,26 kilometer lång. Sjön  ingår i Vuoksens huvudavrinningsområde.   Den ligger omkring 31 kilometer söder om Kuopio och omkring 310 kilometer nordöst om Helsingfors. 